# Harry Stradling Sr.
Pour les articles homonymes, voir Harry Stradling.
Harry Stradling Sr. (souvent crédité Harry Stradling), né le 1er septembre 1901 à Newark (New Jersey), mort le 14 février 1970 à Los Angeles (Californie), est un directeur de la photographie américain, membre de l'ASC.

## Biographie
Harry Stradling Sr. étudie auprès de son oncle Walter Stradling (1875-1918, chef-opérateur de près de trente films muets américains de 1914 à 1918), puis débute lui-même comme directeur de la photographie en 1920, à l'occasion d'un film muet de Kenneth S. Webb — qu'il retrouvera plusieurs fois dans les années 1920 —. En 1930, alors qu'il est sous-employé à Hollywood sur des courts métrages principalement, il vient travailler en France et, de 1931 à 1933, photographie des films produits par la Paramount Pictures, tournés le plus souvent aux Studios Paramount à Joinville-le-Pont et en français, mais également en d'autres langues (ainsi, deux films en espagnol avec Carlos Gardel, sortis en 1933). Puis, en 1934 et 1935, il collabore à plusieurs films français ou coproductions, notamment deux réalisés par Jacques Feyder (dont La Kermesse héroïque en 1935, coproduction franco-allemande).
Après deux films autrichiens en 1936, Harry Stradling Sr. part au Royaume-Uni et, de 1937 à 1939, contribue à des films britanniques, certains de la London Film Productions. Mentionnons Le Chevalier sans armure en 1937 (où il retrouve Feyder), Pygmalion en 1938, et La Taverne de la Jamaïque d'Alfred Hitchcock en 1939. Cette année-là, avec le début de la Seconde Guerre mondiale, il retourne alors définitivement aux États-Unis où, désormais reconnu comme un chef-opérateur de talent, il travaille au sein de la Metro-Goldwyn-Mayer, de la Warner Bros. et de la RKO Pictures, entre autres. Il s'illustre en particulier dans des films musicaux, comme Le Pirate (1948, avec Judy Garland et Gene Kelly), My Fair Lady (1964, avec Audrey Hepburn et Rex Harrison), ou Hello, Dolly! (1969, avec Barbra Streisand et Walter Matthau), mais aussi en d'autres genres, tels le drame (ex. : Un tramway nommé Désir en 1951), le film noir (ex. : Un si doux visage en 1952) ou le western (ex. : Johnny Guitare en 1954). Notons qu'en 1941, il est à nouveau aux côtés d'Hitchcock, pour Joies matrimoniales et Soupçons. Parmi les autres réalisateurs avec lesquels il collabore à Hollywood, citons Elia Kazan, Mervyn LeRoy, Vincente Minnelli, ou encore George Sidney.
Au long de sa carrière, riche de près de cent-cinquante films (il meurt en cours de production du dernier, en 1970), Harry Stradling Sr. reçoit quatorze nominations à l'Oscar de la meilleure photographie (entre 1944 et 1970), dont deux gagnés — voir la rubrique "Récompenses" ci-dessous —.
Il est quelquefois confondu avec son fils, Harry Stradling Jr. (né en 1925), également directeur de la photographie, et parfois lui aussi crédité 'Harry Stradling'.

## Filmographie

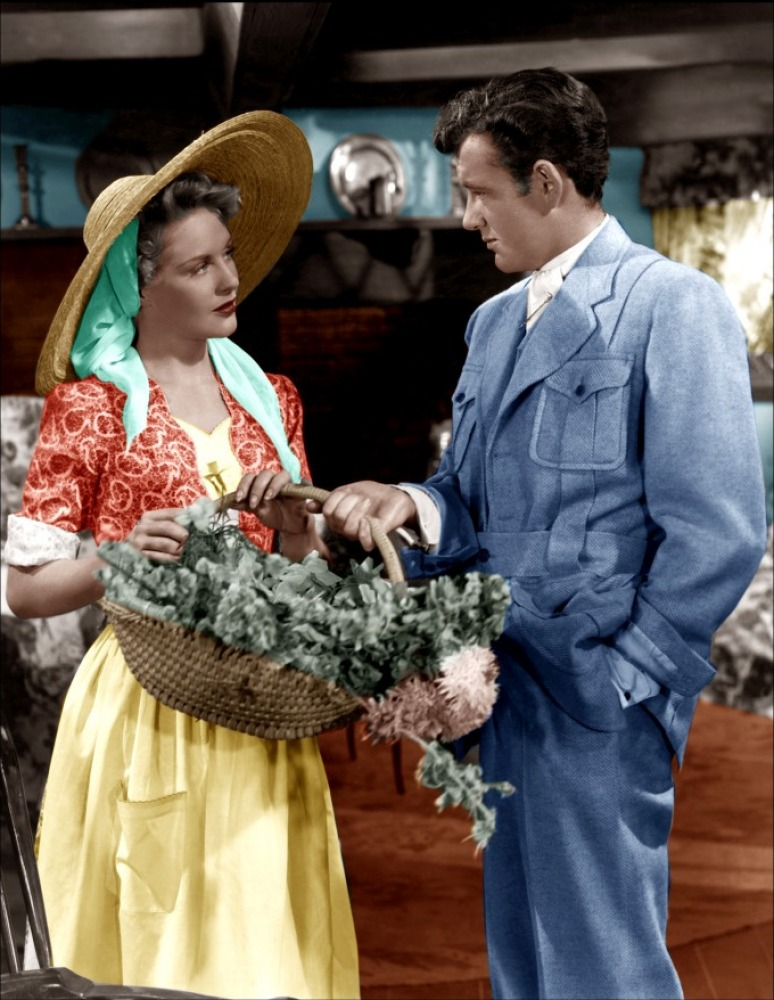
Dorothy Patrick et Robert Walker, dans La Pluie qui chante (1946)

### Aux États-Unis (sélection)
Films américains
- 1920 : The Devil's Garden (en) de Kenneth S. Webb
- 1922 : Secrets of Paris de Kenneth S. Webb
- 1925 : The Substitute Wife de Wilfred Noy
- 1927 : Les Noces d'argent (The Nest) de William Nigh
- 1929 : Lucky in Love de Kenneth S. Webb
- 1930 : Hearts and Hoofs de Wallace Ford (court métrage)
- 1939 : Intermezzo (Intermezzo : A Love Story) de Gregory Ratoff
- 1940 : Drôle de mariage (They knew what they wanted) de Garson Kanin
- 1940 : My Son, My Son ! de Charles Vidor
- 1941 : Joies matrimoniales (Mr. & Mrs. Smith) d'Alfred Hitchcock
- 1941 : Le Diable s'en mêle (The Devil and Miss Jones) de Sam Wood
- 1941 : La Rose blanche (The Men in her Life) de Gregory Ratoff
- 1941 : Soupçons (Suspicion) d'Alfred Hitchcock
- 1941 : Vendetta (The Corsican Brothers) de Gregory Ratoff
- 1942 : Tondelayo (White Cargo) de Richard Thorpe
- 1942 : Nazi Agent de Jules Dassin
- 1943 : Et la vie continue (The Human Comedy) de Clarence Brown
- 1944 : Âmes russes (Song of Russia) de Gregory Ratoff et László Benedek
- 1944 : Le Bal des sirènes (Bathing Beauty) de George Sidney
- 1945 : Le Portrait de Dorian Gray (The Picture of Dorian Gray) d'Albert Lewin
- 1945 : Frisson d'amour (Thrill of a Romance) de Richard Thorpe
- 1945 : La Princesse et le Groom (Her Highness and the Bellboy) de Richard Thorpe
- 1946 : La Pluie qui chante (Till the Clouds roll by) de Richard Whorf
- 1946 : Ève éternelle (Easy to Wed) d'Edward Buzzell
- 1947 : Passion immortelle (Song of Love) de Clarence Brown
- 1947 : Le Maître de la prairie (The Sea of Grass) d'Elia Kazan
- 1948 : Parade de printemps (Easter Parade) de Charles Walters
- 1948 : Ma vie est une chanson (Words and Music) de Norman Taurog
- 1948 : Le Pirate (The Pirate) de Vincente Minnelli
- 1949 : Amour poste restante (In the Good Old Summertime) de Robert Z. Leonard
- 1949 : Tension de John Berry
- 1949 : Entrons dans la danse (The Barclays of Broadway) de Charles Walters
- 1950 : La Marche à l'enfer (Edge of Doom) de Mark Robson
- 1951 : Je veux un millionnaire (A Millionaire for Christy) de George Marshall
- 1951 : Rudolph Valentino, le grand séducteur (Valentino) de Lewis Allen
- 1951 : Un tramway nommé Désir (A Streetcar named Desire) d'Elia Kazan
- 1951 : Face à l'orage (I want you) de Mark Robson
- 1952 : Androclès et le Lion (Androcles and the Lion) de Chester Erskine et Nicholas Ray
- 1952 : Un si doux visage (Angel Face) d'Otto Preminger
- 1952 : Hans Christian Andersen et la Danseuse (Hans Christian Andersen) de Charles Vidor
- 1953 : Un lion dans les rues (A Lion is in the Streets) de Raoul Walsh
- 1954 : L'Éternel féminin (Forever Female) d'Irving Rapper
- 1954 : Johnny Guitare (Johnny Guitar) de Nicholas Ray
- 1955 : Blanches Colombes et Vilains Messieurs (Guys and Dolls) de Joseph L. Mankiewicz
- 1956 : Hélène de Troie (Helen of Troy) de Robert Wise
- 1956 : Tu seras un homme, mon fils (The Eddy Duchin Story) de George Sidney
- 1957 : Pique-nique en pyjama (The Pajama Game) de Stanley Donen et George Abbott
- 1957 : Un homme dans la foule (A Face in the Crowd) d'Elia Kazan
- 1958 : Ma tante (Auntie Mame) de Morton DaCosta
- 1958 : La Fureur d'aimer (Marjorie Morningstar) d'Irving Rapper
- 1959 : Ils n'ont que vingt ans (A Summer Place) de Delmer Daves
- 1959 : Ce monde à part (The Young Philadelphians) de Vincent Sherman
- 1960 : Ombre sur notre amour (The Dark at the Top of the Stairs) de Delbert Mann
- 1960 : Qui était donc cette dame ? (Who was that Lady ?) de George Sidney
- 1961 : La Doublure du général (On the Double) de Melville Shavelson
- 1961 : La Soif de la jeunesse (Parrish) de Delmer Daves
- 1962 : Gypsy, Vénus de Broadway (Gypsy) de Mervyn LeRoy
- 1963 : Mary, Mary de Mervyn LeRoy
- 1964 : My Fair Lady de George Cukor
- 1965 : Choc (Moment to Moment) de Mervyn LeRoy
- 1965 : Comment tuer votre femme (How to murder your Wife) de Richard Quine
- 1966 : Rien ne sert de courir (Walk, don't run) de Charles Walters
- 1966 : Les Plaisirs de Pénélope (Penelope) d'Arthur Hiller
- 1968 : Funny Girl de William Wyler
- 1969 : Hello, Dolly! de Gene Kelly
- 1970 : Melinda (On a Clear Day you can see Forever) de Vincente Minnelli
- 1970 : La Chouette et le Pussycat (The Owl and the Pussycat) d'Herbert Ross

### En France (intégrale)
Productions de la Paramount Pictures (films américains ou coproductions)
- 1931 : Ménages ultra-modernes de Serge de Poligny (court métrage)
- 1931 : Magie moderne de Dimitri Buchowetzki
- 1931 : Le Réquisitoire de Dimitri Buchowetzki (+ version allemande alternative : Leichtsinnige Jugend de Leo Mittler)
- 1931 : Rive gauche d'Alexander Korda (+ version allemande alternative : Die Männer um Lucie d'A. Korda)
- 1931 : Mistigri d'Harry Lachman
- 1932 : Une nuit à l'hôtel de Léo Mittler
- 1932 : Il est charmant de Louis Mercanton (+ version suédoise alternative : Studenter i Paris de L. Mercanton)
- 1932 : Cognasse de Louis Mercanton
- 1932 : La Pouponnière de Jean Boyer
- 1932 : Une étoile disparaît de Roger Villers
- 1932 : Passionnément de René Guissart et Louis Mercanton
- 1933 : Une faible femme de Max de Vaucorbeil
- 1933 : Le Chasseur de chez Maxim's de Karl Anton
- 1933 : Esperáme de Louis Gasnier (en espagnol)
- 1933 : Melodía de arrabal de Louis Gasnier (en espagnol)
- 1933 : Un soir de réveillon de Karl Anton

Films français
- 1933 : Le Maître de forges d'Abel Gance et Fernand Rivers
- 1934 : Une fois dans la vie ou La Ronde des millions de Max de Vaucorbeil (+ version allemande alternative sortie en 1933 : Rund um eine Million de Max Neufeld)
- 1934 : Jeanne de Georges Marret
- 1934 : Jeunesse de Georges Lacombe
- 1934 : Poliche d'Abel Gance
- 1934 : Nous ne sommes plus des enfants d'Augusto Genina
- 1934 : Le Bonheur de Marcel L'Herbier
- 1934 : La Dame aux camélias d'Abel Gance et Fernand Rivers
- 1934 : Le Grand Jeu de Jacques Feyder
- 1934 : La Porteuse de pain de René Sti
- 1934 : Compartiment de dames seules de Christian-Jaque
- 1935 : Quelle drôle de gosse de Léo Joannon
- 1935 : La Kermesse héroïque de Jacques Feyder (coproduction franco-allemande ; + version allemande alternative : Die klugen Frauen de J. Feyder)
- 1935 : Arène joyeuses de Karl Anton

### Au Royaume-Uni (intégrale)
Films britanniques
- 1937 : Dark Journey de Victor Saville
- 1937 : Le Chevalier sans armure (Knight without Armour) de Jacques Feyder
- 1937 : Action for Slander de Tim Whelan
- 1938 : Pygmalion d'Anthony Asquith et Leslie Howard
- 1938 : South Riding de Victor Saville
- 1938 : La Citadelle (The Citadel) de King Vidor
- 1938 : Le Divorce de Lady X (The Divorce of Lady X) de Tim Whelan
- 1939 : Mademoiselle Crésus (Over the Moon) de Thornton Freeland et William K. Howard
- 1939 : Armes secrètes (Q Planes) de Tim Whelan et Arthur B. Woods
- 1939 : La Taverne de la Jamaïque (Jamaica Inn) d'Alfred Hitchcock
- 1939 : Le lion a des ailes (The Lion has Wings) d'Adrian Brunel, Brian Desmond Hurst, Michael Powell et Alexander Korda

## Récompenses
- Oscar de la meilleure photographie gagné deux fois :
  - En 1946, pour Le Portrait de Dorian Gray (catégorie noir et blanc) ;
  - Et en 1965, pour My Fair Lady (catégorie couleur).